# غليندا ميلارد
غليندا ميلارد (بالإنجليزية: Glenda Millard)‏ هي كاتِبة وكاتبة للأطفال أسترالية، ولدت في 1939 في فيكتوريا في أستراليا.